# حسرت پرواز
حسرت پرواز نام یک آلبوم استودیویی از ابی است که در ژوئن ۲۰۰۶ (خرداد ۱۳۸۵ ه‍. ش) توسط آونگ میوزیک منتشر شد که دارای ۸ ترانه است. آهنگ‌سازی این آلبوم و هم‌چنین تنظیم تمام ترانه‌ها توسط شوبرت آواکیان انجام گرفته است.       

## فهرست ترانه‌ها
| شماره | نام                           | سراینده         | مدت  |
| ----- | ----------------------------- | --------------- | ---- |
| ۱.    | «صدام کردی»                   | ایرج جنتی عطایی | ۴:۲۹ |
| ۲.    | «وقتی تو نیستی (حسرت پرواز) » | ایرج جنتی عطایی | ۴:۰۹ |
| ۳.    | «حنا خانوم»                   | زویا زاکاریان   | ۳:۴۸ |
| ۴.    | «بگو آره، بگو نه»             | ایرج جنتی عطایی | ۳:۵۸ |
| ۵.    | «پروانه‌ای در مشت»             | ایرج جنتی عطایی | ۳:۳۰ |
| ۶.    | «بانوی خاوری»                 | زویا زاکاریان   | ۵:۴۰ |
| ۷.    | «حریق سبز»                    | زویا زاکاریان   | ۳:۴۹ |
| ۸.    | «من اگه خدا بودم»             | زویا زاکاریان   | ۵:۵۵ |

## فهرست موزیک ویدئوها
- وقتی تو نیستی

کارگردان: الک کارتیو
- صدام کردی

کارگردان: الک کارتیو
- حنا خانوم

کارگردان: الک کارتیو
- بانوی خاوری

کارگردان: مسلم منصوری